# Josef Hindels
Josef Hindels (* 10. Jänner 1916 in Wien, Österreich-Ungarn; † 10. Februar 1990 ebenda) war ein österreichischer austromarxistischer Widerstandskämpfer, Gewerkschafter und Antifaschist.

## Leben
Von 1930 bis 1933 machte Josef Hindels eine kaufmännische Lehre. Während dieser Zeit war er Mitglied des Zentralvereines der kaufmännischen Angestellten Österreichs. Nach der Machtergreifung der Nationalsozialisten in Deutschland 1933 wurde Josef Hindels zum ersten Mal wegen Teilnahme an einer Demonstration verhaftet. Aufgrund seiner trotzkistischen Gesinnung wurde er im austrofaschistischen Ständestaat verhaftet. Nach einer neuerlichen Haft von Ende April bis Juli 1936 flüchtete er 1937 in die Tschechoslowakische Republik. Von dort reiste er 1939 nach Norwegen aus, wo er als Mitarbeiter im Sekretariat der Internationalen Arbeiterfront gegen den Krieg tätig war. 1941 ging er mit Hilfe der norwegischen Widerstandsbewegung nach Schweden, wo er sich der Gruppe österreichischer Freigewerkschafter anschloss. Er war bei der Sozialistischen Jugend Schwedens tätig, wo er unter anderem Vorträge hielt. Außerdem arbeitete er in der Österreichischen Vereinigung in Schweden mit.
1946 kehrte er unter dem Namen „Karl Popper“ nach Österreich zurück, wo er beim Aufbau der Zweiten Republik mitwirkte. Er arbeitete im Österreichischen Gewerkschaftsbund (ÖGB) und war lange Zeit Zentralsekretär der Gewerkschaft der Privatangestellten innerhalb des ÖGB. Bis 1951 arbeitete er als Schulungs- und Bildungssekretär der Gewerkschaft der Privatangestellten und als Redakteur des Gewerkschaftsorgans „Der Privatangestellte“. Ab 1970 war er auch im Verlag des ÖGB und als freier Publizist tätig. Zudem war Josef Hindels Stellvertretender Vorsitzender des „Bundes Sozialistischer Freiheitskämpfer und Opfer des Faschismus“. 1976 wurde ihm der Titel „Professor“ verliehen. 1977 erhielt er das Ehrenzeichen für Verdienste um die Befreiung Österreichs.
Am 10. Februar 1990 verstarb Josef Hindels nach längerer Krankheit in Wien. Er ist auf dem Friedhof der Feuerhalle Simmering (Abt. 8, Ring 3, Gruppe 8, Nr. 17) begraben. Sein Grab zählt zu den ehrenhalber gewidmeten bzw. ehrenhalber in Obhut genommenen Grabstellen der Stadt Wien.
Seit 1993 findet das alljährliche Josef-Hindels-Symposium mit der Zielsetzung statt, historisch grundsätzliche und aktuelle Themenbereiche im Sinne Josef Hindels zu behandeln.

## Josef-Hindels-Gasse
Am 19. Februar 2004 wurde auf Antrag der SPÖ-Döbling in der Döblinger Bezirksvertretung beschlossen, ein bis dato unbenanntes Straßenstück im Bereich des Karl-Marx-Hofs im 19. Wiener Gemeindebezirk (= Döbling) nach Josef Hindels zu benennen.

## Schriften (Auswahl)

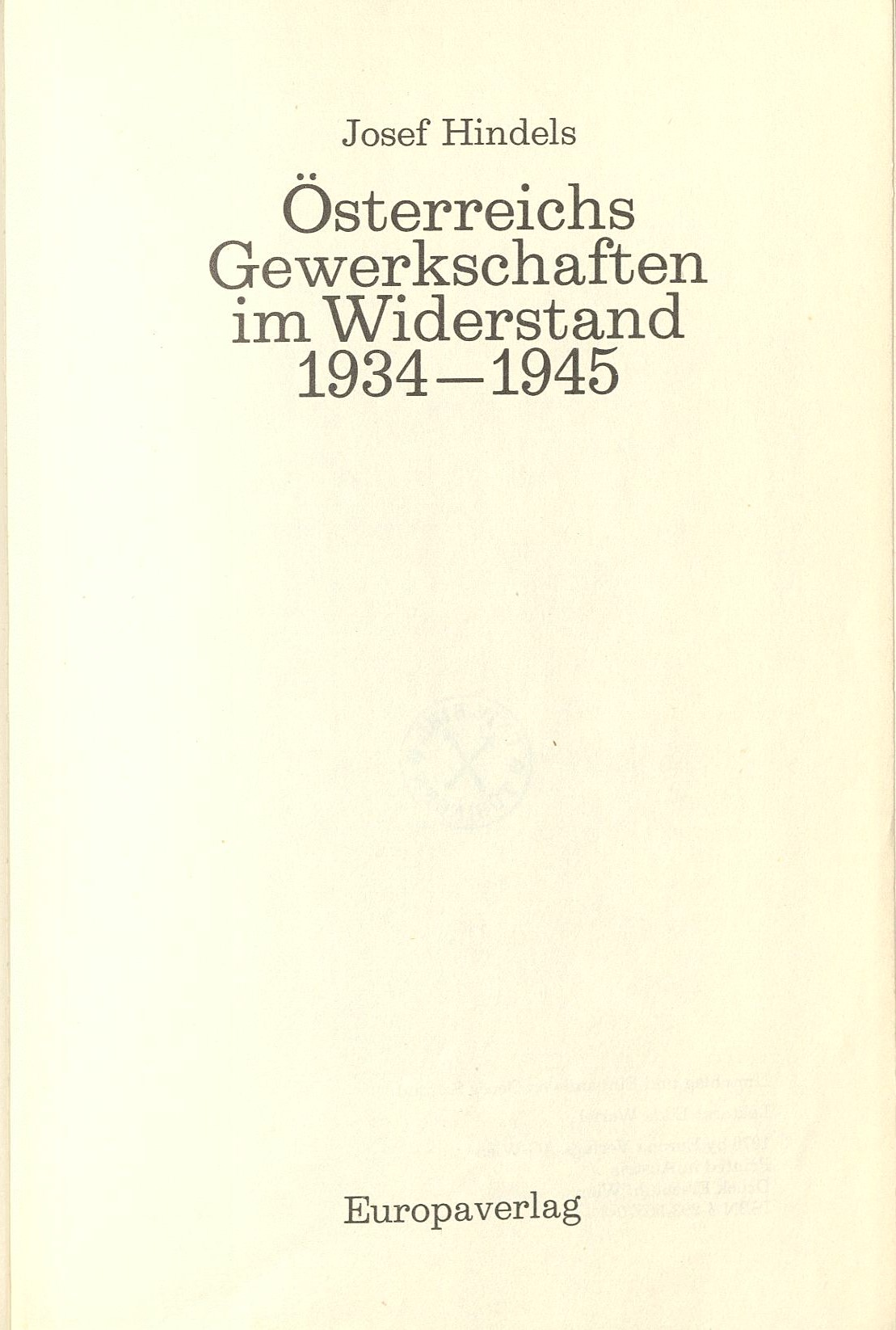
Österreichs Gewerkschaften im Widerstand 1934–1945 (1976) beim Europaverlag

- Was ist heute links : sozialistische Strategie im Spätkapitalismus. Wien : Europa-Verlag, 1970
- Österreichs Gewerkschaften im Widerstand 1934–1945. Wien : Europaverlag, 1976